# 石晉華
石晉華（1964年—2024年6月28日），為臺灣觀念藝術與行為藝術創作的代表人物之一。出生於澎湖縣馬公市，他在17歲時確診為第一型糖尿病，其後他的生活與測量和紀錄形影相随，而其作品都與身體緊密相關。其代表作品為《走筆》系列，此系列作於2008年在臺北市立美術館展出。主要居住與工作於高雄市。
2024年6月28日因車禍逝世，享壽60歲。
陳宏星將其作品稱為「行之藝術」或「行者藝術」認為其作品為「當代宗教藝術」之核心概念，為信仰與藝術的完美結合； 胡朝聖認為其將創作內化為生活，而將生活昇華為藝術。 

## 學經歷與重要獎項
石晉華於1964年出生於台灣澎湖。 1983年，17歲時因體重驟降，發現罹患了第一型糖尿病。 （另有一說為1978年） 後為了抒發疾病、升學、情感等壓力， 而開始和李俊賢學畫； 而身為糖尿病患者每天不可避免的測量和紀錄血糖也成為他創作的靈感。 他1986年獲得「雄獅新人獎」， 同年離開天主教輔仁大學應用美術系，考入國立臺灣師範大學美術學系， 並於1990年畢業；1994年考入美國加州大學爾灣分校的Studio Art研究所，因就學期間居住在大姊家，接觸到佛教， 並且皈依佛教，此後佛教也成為了石晉華作品中的重要成份；於1996年取得碩士學位後；  2000年申請到紐約P.S.1藝術中心駐村一年； 2002年從美國回台後，至今和母親一同居住於高雄工作室附近； 於2007年獲得「台北美術獎」、 「高雄獎」； 2010年與安卓藝術簽約，成為其簽約藝術家； 2011年第九屆台新藝術獎視覺藝術年度入圍。 

## 重要展覽（有出版圖錄）和出版品
1993年於臺北市立美術館展出《所費不貲》個展，並出版《所費不貲──石華實驗展》圖錄；2005年於靜宜大學藝術中心展出《笑話計畫》，並出版《笑話計畫──石晉華個展》圖錄；2008年於臺北市立美術館展出《走筆》，並出版《走筆 石晉華》圖錄；2010年參與安卓藝術策劃的《烏托邦 亞洲當代藝術聯展》，並出版同名圖錄；2013年安卓藝術出版了整理其近三十年的創作與歷程作品集《石晉華 作品集》；2014年與宋冬、于一蘭、尹秀珍三人一同於安卓藝術展出《遠離長夜──石晉華、宋冬、于一蘭、尹秀珍四人展》，並出版同名圖錄；2017年於高雄市立美術館展出《線──石晉華當代宗教藝術 》，並於隔年出版同名圖錄。

## 典藏
澳洲白兔美術館典藏《走筆#125》、 《Art Today》、 《菩提樹下的玄武岩》； 國立臺灣美術館典藏《中心與邊界》、 《笑話計量》、 《穿量計畫》、 《走筆#130》、 《走筆#126》、 《走筆#122》； 臺北市立美術館典藏《靜山系列─真實與虛假》、 《走鉛筆的人》； 高雄市立美術館典藏《行路一百公里》、 《走筆#50》。 

## 外部連結
- 官方网站